# Empis freyi
Empis freyi är en tvåvingeart som beskrevs av Yang, Zhang och Zhang 2007. Empis freyi ingår i släktet Empis och familjen dansflugor. Inga underarter finns listade i Catalogue of Life.